# 23e cérémonie des César
La 23e cérémonie des César du cinéma - dite aussi Nuit des César -  récompensant les films sortis en 1997 s'est déroulée le 28 février 1998 au théâtre des Champs-Élysées.
Elle fut présidée par Juliette Binoche et retransmise sur Canal+.

## Présentateurs et intervenants
- Daniel Toscan du Plantier, président de l'Académie des arts et techniques du cinéma
- Juliette Binoche, présidente de la cérémonie
- Antoine de Caunes, maître de cérémonie
- Charlotte Rampling, pour la remise du César d'honneur à Michael Douglas
- Johnny Hallyday, pour la remise du César d'honneur à Jean-Luc Godard
- Jean-Luc Godard, pour la remise du César d'honneur à Clint Eastwood
- Juliette Binoche, pour la remise du César du meilleur film
- Patrice Leconte, pour la remise du César du meilleur réalisateur
- Sabine Azéma, pour la remise du César du meilleur acteur
- Philippe Torreton, pour la remise du César de la meilleure actrice
- Catherine Frot, pour la remise du César du meilleur acteur dans un second rôle
- Jacques Gamblin, pour la remise du César de la meilleure actrice dans un second rôle
- Agnès Jaoui & Jean-Pierre Bacri, pour la remise du César du meilleur scénario original ou adaptation
- Sandrine Bonnaire, pour la remise du César de la meilleure première œuvre
- Mathieu Amalric, pour la remise du César du meilleur espoir féminin
- Brigitte Fossey, pour la remise du César du meilleur espoir masculin
- Aure Atika & MC Solaar, pour la remise du César de la meilleure musique
- Alain Chabat & Patrick Timsit, pour la remise du César des meilleurs costumes / César du meilleur décor / César du meilleur son / César de la meilleure photographie / César du meilleur montage
- Dominique Blanc, pour la remise du César du meilleur court-métrage
- Jane Birkin, pour la remise du César du meilleur film étranger

## Palmarès

### César du meilleur film
- On connaît la chanson d'Alain Resnais
  - Le Bossu de Philippe de Broca

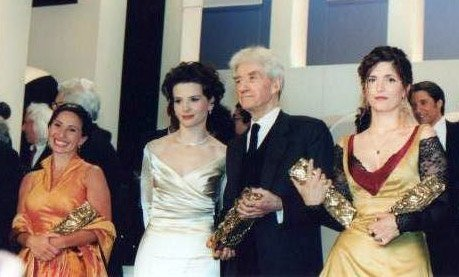
Ariane Ascaride (César de la meilleure actrice), Juliette Binoche (maîtresse de cérémonie) Alain Resnais (César du meilleur film) et Agnès Jaoui (César du meilleur scénario original ou adaptation).

  - Le Cinquième Élément de Luc Besson
  - Marius et Jeannette de Robert Guédiguian
  - Western de Manuel Poirier

### César du meilleur film étranger
- Les Virtuoses (Brassed Off) •  Royaume-Uni
  - The Full Monty - Le Grand Jeu (The Full Monty) •  États-Unis  Royaume-Uni
  - Hana-bi (はなび) •  Japon
  - Le Patient anglais (The English Patient) •  Royaume-Uni
  - Tout le monde dit I love you (Everyone Says I Love You) •  États-Unis

### César du meilleur acteur

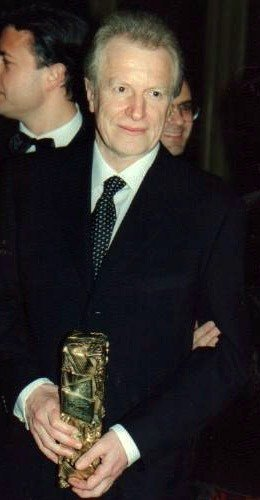
André Dussollier remporte le César du meilleur acteur pour On connaît la chanson.

- André Dussollier pour On connaît la chanson
  - Daniel Auteuil pour Le Bossu
  - Charles Berling pour Nettoyage à sec
  - Alain Chabat pour Didier
  - Patrick Timsit pour Le Cousin

### César de la meilleure actrice
- Ariane Ascaride pour Marius et Jeannette
  - Sabine Azéma pour On connaît la chanson
  - Marie Gillain pour Le Bossu
  - Sandrine Kiberlain pour Le Septième Ciel
  - Miou-Miou pour Nettoyage à sec

### César du meilleur acteur dans un second rôle
- Jean-Pierre Bacri pour On connaît la chanson
  - Vincent Pérez pour Le Bossu
  - Jean-Pierre Darroussin pour Marius et Jeannette
  - Gérard Jugnot pour Marthe
  - Lambert Wilson pour On connaît la chanson

### César de la meilleure actrice dans un second rôle
- Agnès Jaoui pour On connaît la chanson
  - Marie Trintignant pour Le Cousin
  - Karin Viard pour Les Randonneurs
  - Pascale Roberts pour Marius et Jeannette
  - Mathilde Seigner pour Nettoyage à sec

### César du meilleur espoir masculin
- Stanislas Merhar pour Nettoyage à sec
  - Sacha Bourdo pour Western
  - Vincent Elbaz pour Les Randonneurs
  - José Garcia pour La Vérité si je mens !
  - Sergi López pour Western

### César du meilleur espoir féminin
- Emma de Caunes pour Un frère
  - Jeanne Balibar pour J'ai horreur de l'amour
  - Isabelle Carré pour La Femme défendue
  - Amira Casar pour La Vérité si je mens !
  - Laetitia Pesenti pour Marius et Jeannette

### César du meilleur réalisateur
- Luc Besson pour Le Cinquième Élément
  - Alain Corneau pour Le Cousin
  - Robert Guédiguian pour Marius et Jeannette
  - Alain Resnais pour On connaît la chanson
  - Manuel Poirier pour Western

### César de la meilleure première œuvre
- Didier d'Alain Chabat
  - L'Autre Côté de la mer de Dominique Cabrera
  - Les Démons de Jésus de Bernie Bonvoisin
  - Ma vie en rose d'Alain Berliner
  - La Vie de Jésus de Bruno Dumont

### César du meilleur scénario original ou adaptation
- Jean-Pierre Bacri et Agnès Jaoui pour On connaît la chanson
  - Michel Alexandre et Alain Corneau pour Le Cousin
  - Anne Fontaine et Gilles Taurand pour Nettoyage à sec
  - Jean-François Goyet et Manuel Poirier pour Western
  - Robert Guédiguian et Jean-Louis Milesi pour Marius et Jeannette

### César de la meilleure musique originale
- Bernardo Sandoval pour Western
  - Bruno Fontaine pour On connaît la chanson
  - Jordi Savall pour Marquise
  - Philippe Sarde pour Le Bossu
  - Éric Serra pour Le Cinquième Élément

### César de la meilleure photographie
- Thierry Arbogast pour Le Cinquième Élément
  - Benoît Delhomme pour Artemisia
  - Jean-François Robin pour Le Bossu

### César des meilleurs costumes
- Christian Gasc pour Le Bossu
  - Dominique Borg pour Artemisia
  - Jean-Paul Gaultier pour Le Cinquième Élément

### César des meilleurs décors
- Dan Weil pour Le Cinquième Élément
  - Jacques Saulnier pour On connaît la chanson
  - Bernard Vézat pour Le Bossu

### César du meilleur son
- Michel Klochendler, Pierre Lenoir, Jean-Pierre Laforce pour On connaît la chanson
  - Daniel Brisseau pour Le Cinquième Élément
  - Pierre Gamet, Gérard Lamps pour Le Cousin

### César du meilleur montage
- Hervé de Luze pour On connaît la chanson
  - Sylvie Landra pour Le Cinquième Élément
  - Henri Lanoë pour Le Bossu

### César du meilleur court-métrage
- Des majorettes dans l'espace de David Fourier
  - Ferrailles de Laurent Pouvaret
  - Seule d'Érick Zonca
  - Tout doit disparaître de Jean-Marc Moutout
  - La Vieille Dame et les Pigeons de Sylvain Chomet

### César d'honneur
- Jean-Luc Godard, Clint Eastwood, Michael Douglas